# Laubenheimer-Bodenheimer Ried
Koordinaten: 49° 56′ 59″ N, 8° 19′ 4″ O

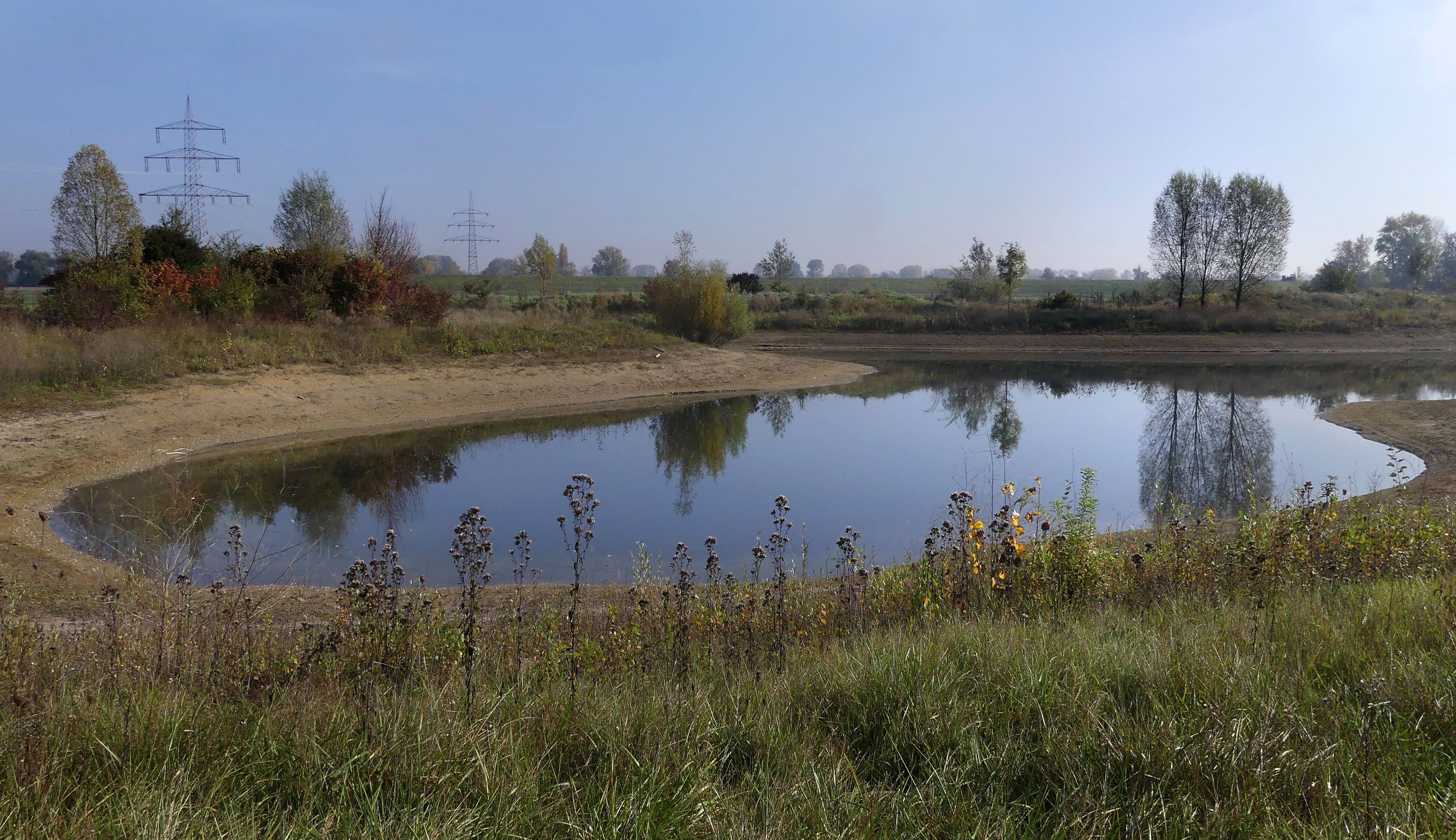
Kleine Seen und Tümpel sind wichtige Lebensräume in der Auenlandschaft des Ried

Das Laubenheimer-Bodenheimer Ried ist ein rheinland-pfälzisches Naturschutzgebiet von heute etwa 180 Hektar Größe. Es liegt in der Nähe des Rheins, auf dem Gebiet der Stadt Mainz und des Landkreises Mainz-Bingen. Im Jahr 1982 wurden zunächst 71 Hektar als Naturschutzgebiet ausgewiesen. 1998 wurde das Gebiet mittels der Rechtsverordnung Erweiterung Laubenheimer-Bodenheimer Ried auf etwa 180 Hektar erweitert.
Zur Bedeutung des Gebietes führt die Stadt Mainz aus: „Das Laubenheimer-Bodenheimer Ried unterliegt gleich mehreren Schutzkategorien, bis hin zum höchsten EU-Schutz als FFH-Gebiet. Sie unterstreichen den besonderen Wert und die Unersetzlichkeit für die hier lebenden Tier- und Pflanzenarten.“

## Gebietsbeschreibung

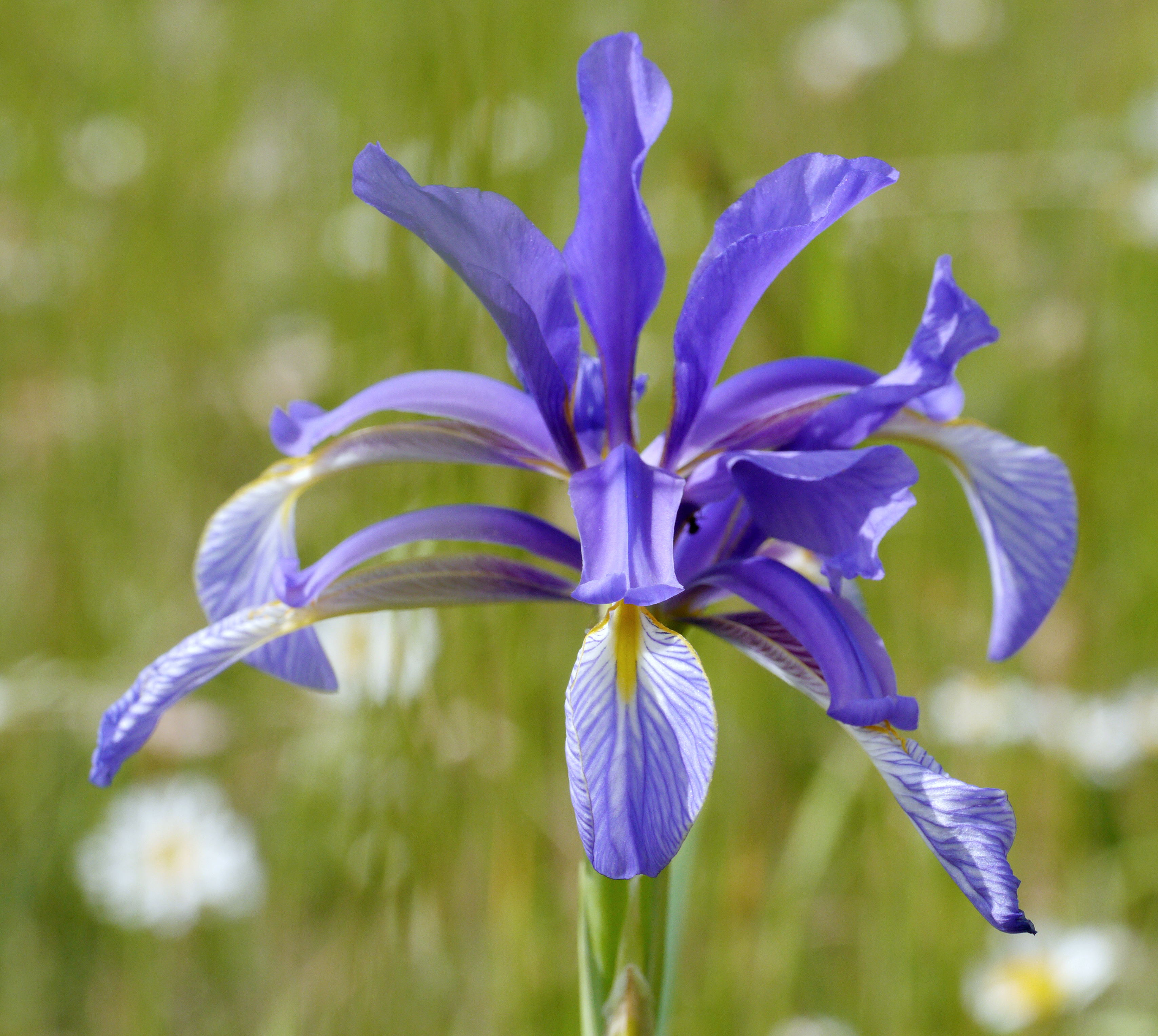
Die seltene Sumpfwiesen-Schwertlilie (Iris spuria)

Das Laubenheimer-Bodenheimer Ried liegt in der Bodenheimer Aue im Oberrheinischen Tiefland bei Mainz. In ehemaligen Tongruben, verlandeten Flutrinnen des Rheins und auf landwirtschaftlich genutzten Flächen hat sich ein vielfältiges Mosaik auenspezifischer Lebensräume entwickelt.
„Die Unterschutzstellung richtete ihr Augenmerk besonders auf die reichhaltige und bedrohte Vogelwelt der Gewässer und Röhrichte. Gefährdete Arten wie Blaukehlchen, Eisvogel, Rohrsänger, Rohrweihe, Tüpfelsumpfhuhn und Zwergdommel sind auf diese Lebensräume angewiesen und finden sich teilweise landesweit nur noch im Oberrheingraben.“
Von besonderer Bedeutung ist auch die floristische Ausstattung des Gebietes, mehr als 630 Gefäßpflanzenarten wurden festgestellt. In den Flutrinnen befinden sich sehr artenreiche Stromtalwiesen mit zahlreichen Besonderheiten wie Brenndolde (Cnidium dubium), Kantiger Lauch (Allium angulosum), Spießblättriges Helmkraut (Scutellaria hastifolia), Färber-Scharte (Serratula tinctoria) und Sumpf-Wolfsmilch (Euphorbia palustris). Das Auftreten zahlreicher Halophyten (Salzpflanzen), vor allem entlang von Wegrändern, ist einmalig in Rheinland-Pfalz.
Auf den Hochwasserdämmen wachsen Stromtal-Halbtrockenrasen mit Massenvorkommen der blaublühenden Sumpfwiesen-Schwertlilie (Iris spuria), die bundesweit nur in Rheinhessen zu finden ist und hier ihr bedeutendstes Vorkommen hat.

## Schutzzweck
Teilbereich von 1982: Erhaltung der Feuchtwiesen und Röhricht- sowie Wiesenflächen, der Halbtrockenrasen, der Dämme und höherliegenden Geländeteile, der Teiche und Gräben als bedeutsame Standorte bedrohter und seltener Pflanzenarten und Pflanzengesellschaften; Erhaltung der an diese Lebensräume gebundenen Tierarten, insbesondere von Tieren, die sich nicht der ständigen Störung durch den Menschen anpassen können.
Erweiterung von 1998: Schutzzweck ist die Erhaltung und Wiederherstellung der auentypischen Geländeoberfläche und wechselfeuchter Standortverhältnisse, die Erhaltung und Entwicklung von Extensivgrünland auf nassen bis trockenen, wechselfeuchten und zeitweise überschwemmten Standorten insbesondere von Stromtal-, Nass- und Feuchtwiesen, außerdem von naturnahen Fließrinnen und Kleingewässern sowie von einzelnen Sukzessions- und Extensivackerflächen.

## Besonderheiten
Besondere Attraktionen für Besucher sind die hier regelmäßig brütenden Weißstörche, die ihre zahlreichen Nester auf einer Stromtrasse bauen, die durch das Gebiet führt.

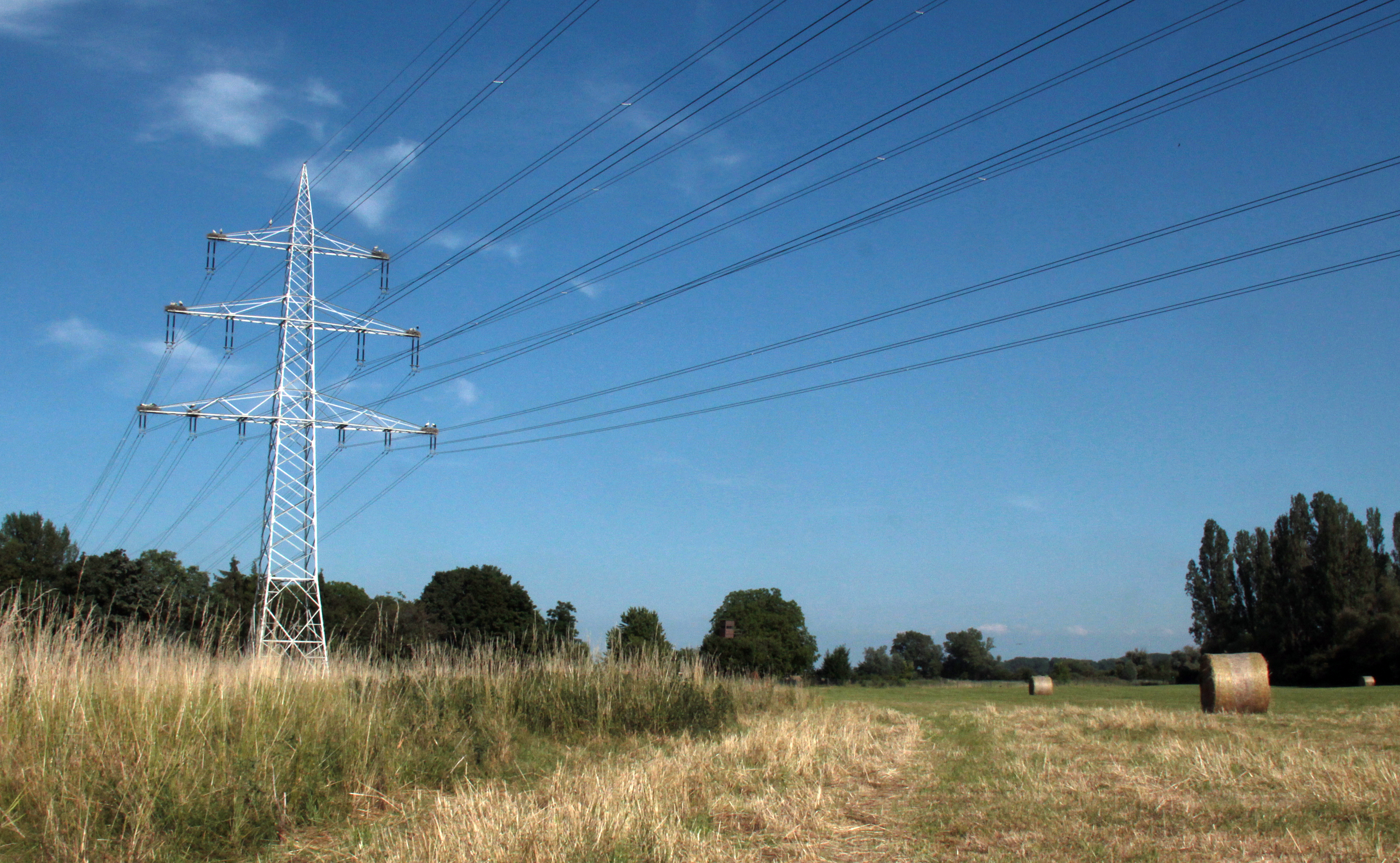
Eine Stromtrasse führt durch das Ried
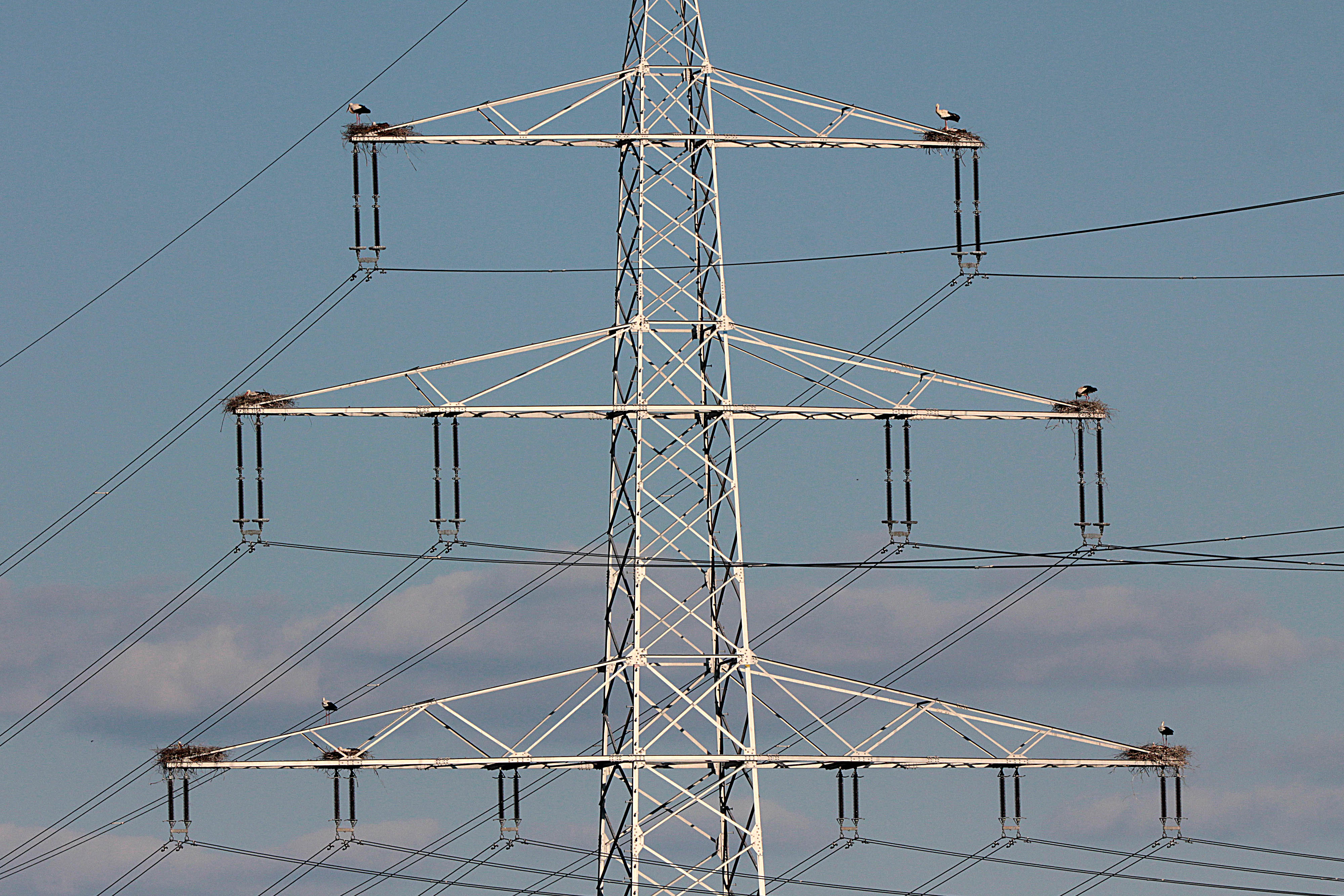
Sieben Storchennester auf nur einem Strommast
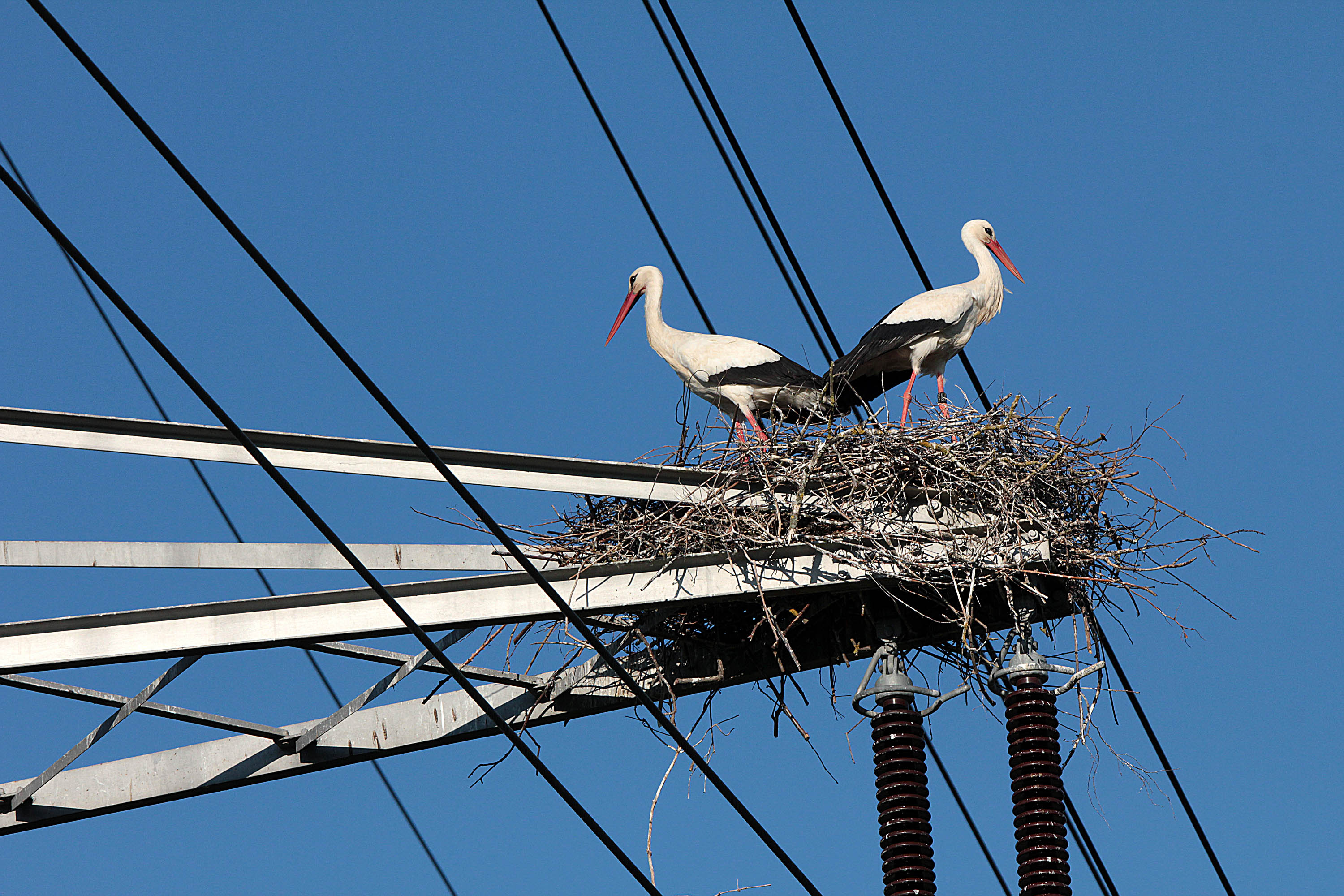
Manche Störche kommen seit Jahren hierher zum Nisten
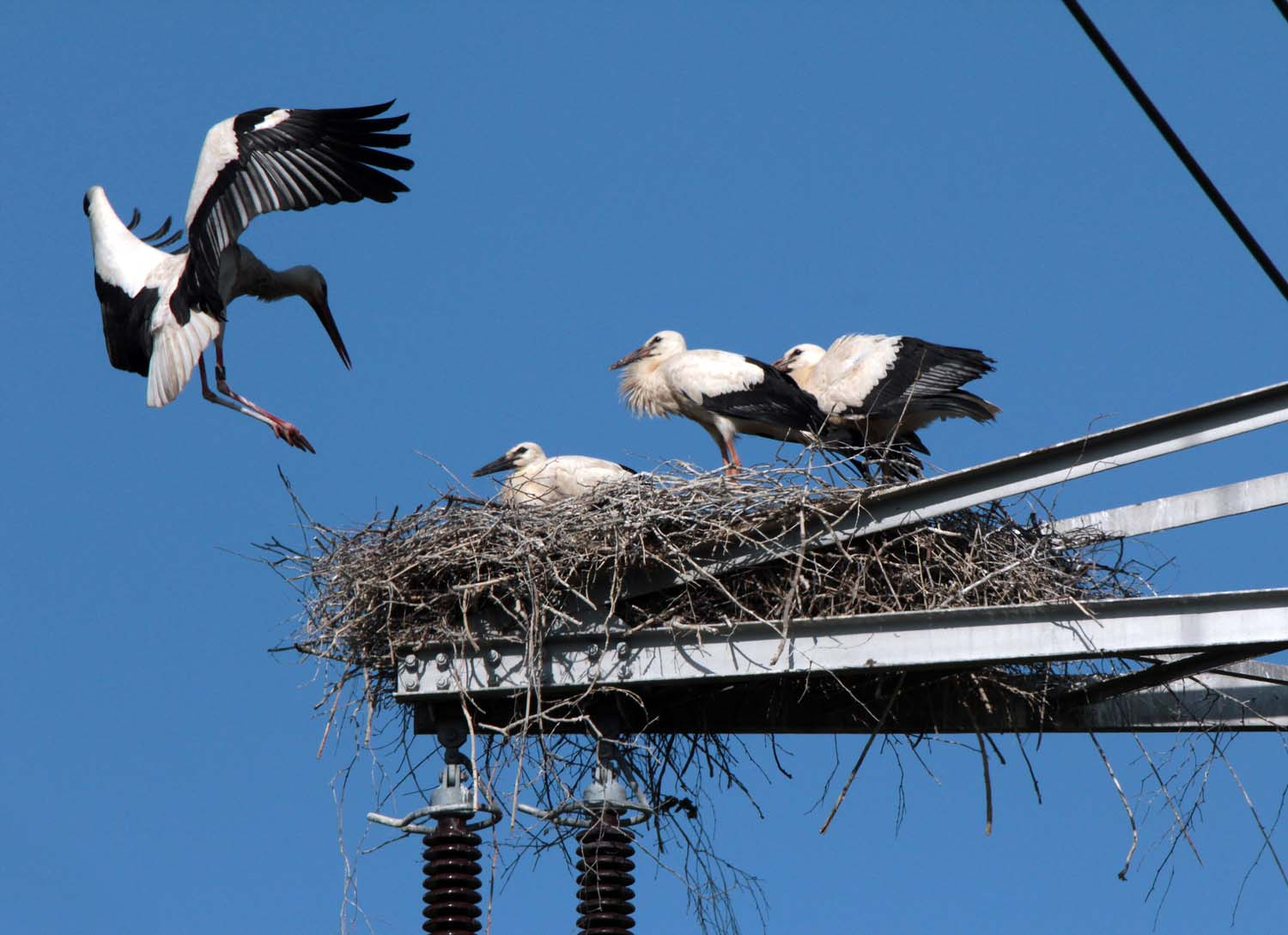
Jungstörche warten auf ihr Futter
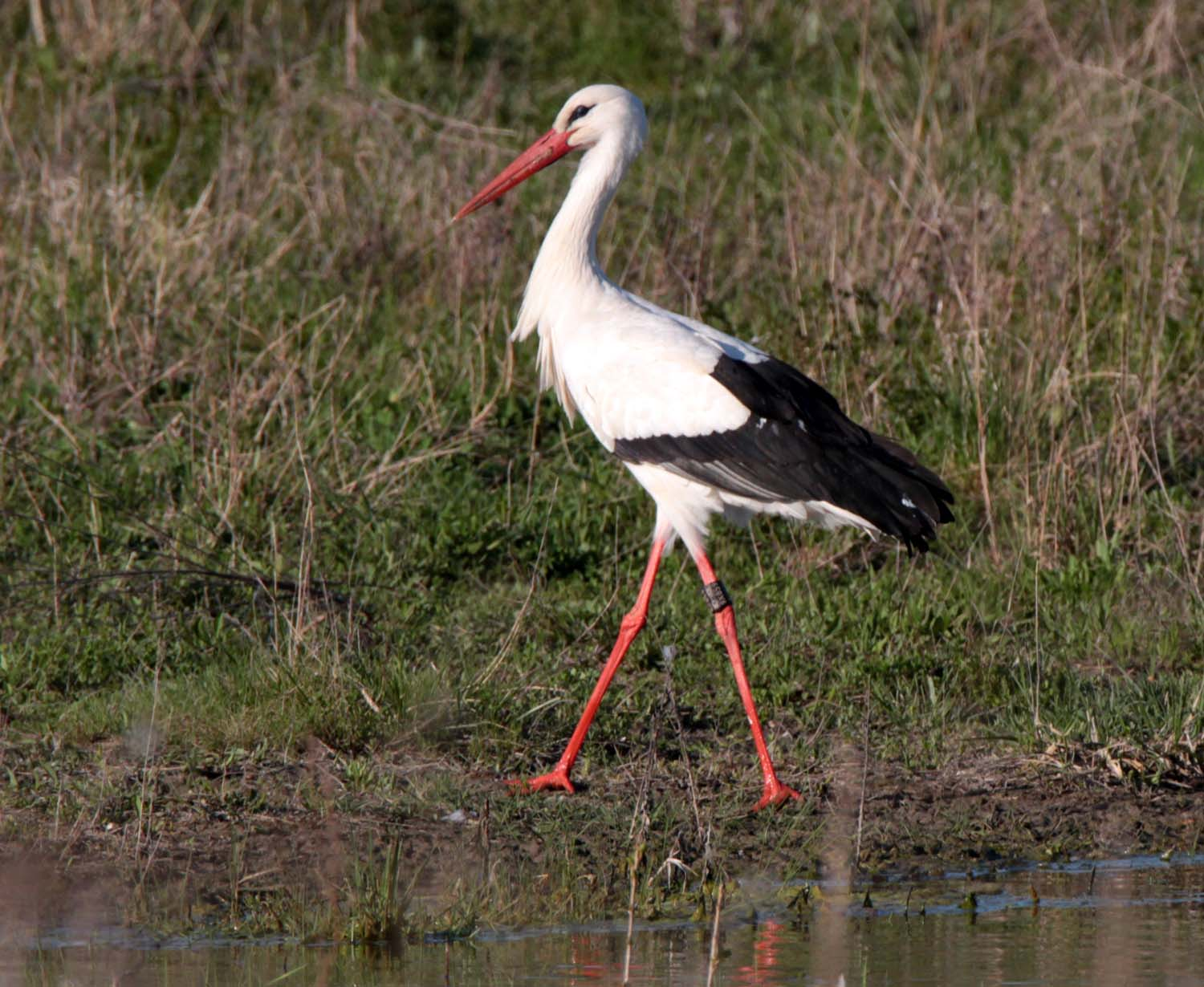
Nur dort, wo die Umwelt in Ordnung ist, können sich Störche halten